# Холстинин, Владимир Петрович
Влади́мир Петро́вич Холсти́нин (род. 12 мая 1958, Люберцы, Московская область) — советский и российский рок-музыкант, гитарист и композитор. Имеет неформальное прозвище «Холст». Один из основателей и единственный бессменный участник хеви-метал-группы «Ария», название которой предложил именно он; лидер «Арии» совместно с Виталием Дубининым и автор значительной части её композиций.

## Биография
Родился в Люберцах Московской области 12 мая 1958 года.
Учился по классу домры 4 года, играть на гитаре начал ещё подростком, пытался создать школьный ансамбль. Увлекался музыкой Black Sabbath, Iron Maiden, Deep Purple, а любимой группой называет Jethro Tull. Окончил Московский энергетический институт, имеет диплом инженера-энергетика.
Во время учёбы в МЭИ Владимир подружился с Виталием Дубининым и вместе с ним в 1976 году основал группу «Волшебные сумерки», игравшую вначале преимущественно кавер-версии песен иностранных рок-групп, а затем и собственные произведения. В 1983 году после распада группы Владимир вместе с Виталием переходят в группу «Альфа» Сергея Сарычева (экс-«Круиз») и записывают дебютный альбом «Гуляка». Через некоторое время, сыграв несколько концертов, Сарычев объявил, что не собирается идти на профессиональную сцену, поэтому каждый может заниматься чем хочет. После этого группу покидают два музыканта: Дубинин (бас) и Сафонов (барабаны). На их место приходят Алик Грановский и Игорь Молчанов, соответственно. В таком составе записывается альбом «Бега». Вскоре Алик покинул этот проект (чуть позднее это сделали Холстинин и Молчанов), присоединившись к ВИА «Поющие сердца» под руководством Виктора Векштейна.
В это время Холстинин уже планировал создание группы, играющей хеви-метал, и эта идея была поддержана Грановским. В течение 1985 года Холстинин, Грановский, Векштейн и Кипелов занимались формированием группы, получившей в итоге название «Ария». Это название было придумано Холстининым как легко переводящееся в латиницу.
Владимир стал одним из авторов музыки всех, кроме второго, альбомов группы. После раскола группы в 1987 он вместе с вокалистом Валерием Кипеловым остался на стороне Виктора Векштейна. В новый состав он пригласил своего старого друга Дубинина. В начале 1990-х Дубинин и Холстинин основали студию «АРИЯ Records».
В 1997 Дубинин и Холстинин выпустили совместный сайд-проект — альбом «АвАрия». Он состоял преимущественно из песен «Арии», записанных с вокалом Виталия.
В 2001 принял участие в написании книги Дилана Троя «Легенда о Динозавре» об истории группы.
После «Судного дня» и распада группы Холстинин и Дубинин сохранили права на название группы. Вместе они сформировали новый состав, в который пригласили своего старого знакомого Артура Беркута.
В мае 2018 года вышел трибьют-альбом «Симфония Холстинина» проекта «Forces United», созданный в честь 60-летия Владимира Холстинина. В нём различные музыканты поют песни, написанные при участии Холстинина.
Холстинин также является успешным продюсером, сотрудничавшим с группами «Эпидемия» и «Бони НЕМ». Он принял участие в записи и продюсировании рок-оперы «Эльфийская рукопись» группы «Эпидемия».

## Личная жизнь
Своими любимыми группами называет Jethro Tull, Iron Maiden, Black Sabbath и Deep Purple. Является также любителем классической музыки, в частности Вагнера и Бетховена.
На своём сайте Холстинин публикует уроки игры на гитаре, сделанные на основе гитарных партий группы «Ария». Также эти уроки можно найти в журнале Guitars Magazine, с которым Владимир сотрудничает со дня основания журнала.
Агностик. К религии относится скептически, предпочитает философию Фридриха Ницше.
Был трижды женат. Исходя из информации в книге «Ария. Легенда о Динозавре», у Владимира есть дочь Ника от одного из браков.
Жена — Диана Ковалёва. 5 июля 2022 года родился сын — Владимир.
Рост Владимира Холстинина составляет 186 см.
В 2014 году перенёс сложную операцию на позвоночнике в Израиле. В связи с этим с 5 ноября по 13 декабря отсутствовал в «Арии» и его там заменял лидер группы «Гран-Куражъ» Михаил Бугаев.

## Гитары
Долгий период времени использовал преимущественно гитары Fender Stratocaster, однако, в последние годы часто использует на концертах «суперстраты» Dean, Jackson, чуть реже Hamer. Гитары Gibson не приемлет на концертах по причине их большого веса, однако в студии часто отдаёт им предпочтение при записи риффов, в одном из стримов сообщил, что в коллекции есть «Голдтоп», на котором был записан один из альбомов; впрочем, в этом аспекте он и Сергей Попов также любят гитары Dean.
Коллекционирует электрогитары, его собрание насчитывает более 70 инструментов, среди которых гитары марок Fender, Jackson, Gibson, Dean (винтажные и новые), Hamer, Lado, Martin, Taylor, Aria Pro II, Music Man, а также инструменты, сделанные другом Владимира — Константином Королёвым.

## Дискография
| Год выпуска | Исполнитель                          | Название релиза                                | Тип релиза        | Участие                                                                          |
| ----------- | ------------------------------------ | ---------------------------------------------- | ----------------- | -------------------------------------------------------------------------------- |
| 1982        | Виталий Дубинин                      | «Осень»                                        | Магнитоальбом     | Гитара                                                                           |
| 1983        | «Альфа»                              | «Гуляка»                                       | Студийный альбом  | Гитара                                                                           |
| 1984        | «Альфа»                              | «Бега»                                         | Студийный альбом  | Гитара                                                                           |
| 1996        | «Мастер»                             | «Песни мёртвых»                                | Студийный альбом  | Звукорежиссёр                                                                    |
| 1997        | «Бони НЕМ»                           | «Мелодии и ритмы Зарубежной эстрады. Выпуск 2» | Запись гитар      | Продюсер альбома                                                                 |
| 1997        | Виталий Дубинин и Владимир Холстинин | «АвАрия»                                       | Студийный альбом  | Гитары, композитор                                                               |
| 1998        | «Маврин»                             | «Скиталец»                                     | Студийный альбом  | Мандолина (трек 11, сессионно)                                                   |
| 2002        | «Мастер»                             | «15 лет 1987—2002»                             | Концертный альбом | Гитара (треки 19 и 20)                                                           |
| 2004        | «Эпидемия»                           | «Эльфийская рукопись»                          | Метал-опера       | Продюсер альбома, мандолина (трек 4)                                             |
| 2007        | Сергей Маврин                        | «Фортуна»                                      | Студийный альбом  | Мандолина (трек «Макадаш»)                                                       |
| 2012        | Amalgama                             | «Вампир»                                       | Песня             | Композитор. Версия песни с альбома Арии «Химера» с текстом Пушкиной, а не Елина. |
| 2017        | «Forces United»                      | «Мавзолей»                                     | Рок-опера         | партия Пожарного                                                                 |
| 2018        | «Forces United»                      | «Симфония Холстинина»                          | Трибьют-альбом    | Композитор песен                                                                 |
| 2019        | Stonehand                            | Smoke on the water                             | Stone Purple      | Гитара в треках 11-12                                                            |
| 2021        | «Теургия»                            | «Гений сновидений»                             | Песня             | Соло-гитара                                                                      |